# Ömürbek Tekebajew
Ömürbek Czirkeszowicz Tekebajew (kirg. Өмүрбек Чиркешович Текебаев; ur. 22 grudnia 1958 w Obwodzie dżalalabadzkim) – kirgiski polityk i ambasador. Lider partii Ata Meken od 1992. Deputowany do parlamentu. Kandydat w wyborach prezydenckich w 1995 oraz w 2000. Jeden z liderów tulipanowej rewolucji i przewodniczący parlamentu w latach 2005–2006. Później członek opozycji i jeden z przywódców rewolucji w kwietniu 2010. Od kwietnia do lipca 2010 wicepremier w rządzie tymczasowym.

## Życiorys

### Początkowa działalność
Ömürbek Tekebajew urodził się w 1958 w obwodzie dżalalabadzkim w ówczesnej Kirgiskiej SRR. Ukończył fizykę na Państwowym Kirgiskim Uniwersytecie Narodowym w Biszkeku. Następnie przez kilka lat pracował jako nauczyciel w miejscowości Akman w obwodzie dżalalabadzkim. W 1994 ukończył prawo na Państwowym Kirgiskim Uniwersytecie Narodowym.
W działalność polityczną zaangażował się szerzej w lutym 1991, kiedy był jednym ze współzałożycieli partii Wolny Kirgistan. W tym samym roku dostał się do Rady Najwyższej ZSRR. W 1992 jego ugrupowanie rozpadło się. Tekebajew stanął wówczas na czele jednego z jego odłamów, który przybrał nazwę Ata Meken. W 1995 bez powodzenia ubiegał się o prezydenturę. Od 1995 do 2005 z ramienia Ata Meken był deputowanym do Rady Najwyższej Kirgistanu. W tym czasie należał do opozycji wobec rządów prezydenta Askara Akajewa. W latach 1995–2000 stał na czele parlamentarnej Komisji Budowy Państwa i Rządów Prawa. Od 2000 do 2001 zajmował stanowisko wiceprzewodniczącego parlamentu.
W październiku 2000 wziął po raz drugi udział w wyborach prezydenckich. Sprzymierzył się wówczas z partią Ar Namys Feliksa Kułowa. W rywalizacji z urzędującym prezydentem Akajewem zdobył jednak tylko 14% głosów poparcia. Askar Akajew uzyskał ponad 74% głosów, jednak według zagranicznych obserwatorów, w tym OBWE, wybory nie spełniły standardów demokratycznych.

### Pomigdałowej rewolucji
W marcu 2005, po tulipanowej rewolucji i obaleniu prezydenta Askara Akajewa, objął stanowisko przewodniczącego parlamentu. Był jednym z liderów rewolucji. Wkrótce wszedł jednak z konflikt z nowym prezydentem Kurmanbekiem Bakijewem i w lutym 2006 zrezygnował z funkcji przewodniczącego.
Przeszedł do opozycji i stał się jednym z krytyków polityki prezydenta Bakijewa. Założył Ruch „Na Rzecz Reform!”. W kwietniu 2007 brał udział w antyprezydenckich demonstracjach opozycji, domagających się ustąpienia przez Bakijewa z urzędu. 6 września 2006 został zatrzymany na Lotnisku F. Chopina w Warszawie przez Służbę Celną, która znalazły w jego bagażu heroinę. W ciągu kilku dni Polska uznała zdarzenie za prowokację przeciwko politykowi i został zwolniony z aresztu oraz oczyszczony z zarzutów. W kolejnych miesiącach pracy odpowiednia komisja w Dżokorku Kenesz stwierdziła, że wydarzenie było skutkiem działania służby specjalnej, która jeszcze na lotnisku pod Biszkekiem, w Kirgistanie umieściła narkotyki w bagażu nieświadomego deputowanego.
W grudniu 2008 jego partia Ata Meken weszła w skład koalicji partii opozycyjnych pod nazwą Zjednoczony Ruch Ludowy. W kwietniu 2009 koalicja zadecydowała o wystawieniu wspólnego kandydata, Ałmazbeka Atambajewa, w wyborach prezydenckich w lipcu 2009, które zakończyły się zdecydowanym zwycięstwem prezydenta Bakijewa, lecz zdaniem międzynarodowych obserwatorów nie spełniły standardów demokratycznych.
6 kwietnia 2010 w czasie antyrządowych protestów, które zapoczątkowały rewolucję i doprowadziły do obalenia prezydenta Kurmanbeka Bakijewa, został aresztowany. Jednak jeszcze tego samego dnia został zwolniony aresztu. 7 kwietnia brał udział w proteście pod budynkiem parlamentu w stolicy. Po obaleniu Bakijewa wszedł w skład rządu tymczasowego Rozy Otunbajewy, w którym objął stanowisko wicepremiera ds. reformy konstytucyjnej. 12 lipca 2010 zrezygnował ze stanowiska, by wziąć udział jako lider Ata Maken w wyborach parlamentarnych w październiku 2010.

### Zatrzymanie i osadzenie w więzieniu
18 czerwca 2017 roku ogłosił, że weźmie udział w wyborach prezydenckich w 2017 roku. Z powodu znajdowania się w areszcie (został oskarżony o korupcję) nie mógł przystąpić do testu językowego. 10 sierpnia Centralna Komisja Wyborcza Kirgistanu podjęła decyzję o niedopuszczeniu go do startu w wyborach.
16 sierpnia 2017 roku został skazany przez sąd pierwszej instancji (wraz z Dujszenkułem Czotonowem) za korupcję. Została wymierzona kara pozbawienia obojga wolności na okres 8 lat, zakaz zajmowania państwowych stanowisk przez 3 lata po wyjściu z więzienia oraz konfiskata mienia. W czasie ogłaszania wyroku doszło w sądzie do zamieszek – zebrani zwolennicy Tekebajewa skandowali „Наалат” (Wstyd) oraz oskarżyli sędziego o działanie wbrew prawu oraz na zlecenie władzy. Osądzeni zapowiedzieli apelację. Decyzją sądu apelacyjnego z 2 października wyrok ten został utrzymany w sile. Oskarżony następnie odwołał się do Sądu Najwyższego. Mimo to 1 listopada, decyzją Centralnej Komisji Wyborczej, został pozbawiony mandatu deputowanego Rady Najwyższej. Jego miejsce zajął Iskender Gaipkułow.
4 maja 2018 roku ówczesny ombudsman Kubat Otorbajew zwrócił się do prezydenta z prośbą o zastosowanie wobec niego prawa łaski wynikającego z 64 artykułu kirgiskiej konstytucji. Sam oskarżony jednak nie skierował podobnej prośby oraz nie przyznał się do winy co zdaniem byłej sędzi kirgiskiego sądu konstytucyjnego Klary Cooronkułowej uniemożliwiało jego ułaskawienie.

### Dalsza działalność
W wyborach parlamentarnych w 2020 Ata Meken wzięło udział jako część większej koalicji pod nazwą Dżangy djem. Sam Tekebajew 17 sierpnia na zjeździe partii ogłosił, że nie weźmie w nich udziału. W czasie protestów w Kirgistanie w 2020 złożył odwołanie do Centralnej Komisji Wyborczej do wydanej w 2017 roku decyzji o pozbawieniu go mandatu deputowanego. Odwołanie to 15 października 2020 zostało rozpatrzone pozytywnie – Tekebajew został przywrócony w skład Rady Najwyższej IV kadencji, w miejsce Sadyka Szer-Nijazana (12 października złożył rezygnację, aby zwolnić mu miejsce).
Od 2022 roku jest Ambasadorem Republiki Kirgiskiej w Berlinie.